# Overheidsschool
Een overheidsschool is een school die door de overheid wordt bekostigd en ingericht op lokaal, regionaal of (supra)nationaal niveau.
In Vlaanderen worden overheidsscholen aangeduid als 'officieel onderwijs'. Van de drie onderwijsnetten worden er twee ingericht door de Vlaamse overheid: het officieel gesubsidieerd onderwijs (gemeentelijke en provinciale scholen) en het GO! onderwijs van de Vlaamse Gemeenschap.
In Nederland worden overheidsscholen aangeduid als openbaar onderwijs. 
Een nationale overheid kan ook onderwijs aanbieden in een ander land wat bekend staat als een niet-particuliere internationale school. 
Een supranationale overheidsschool is bijvoorbeeld de Europese School.